# 落地，请开手机
《落地，请开手机》是中国大陆于2006年到2007年1月间拍摄的电视连续剧。讲述一个卧底特務和一个空姐的爱情故事。

## 剧情
国安侦察员沈亢受主管麥田之託，假扮為一樁外國間諜案重要涉案人王奇的弟弟王浩，並以王浩的身份开始了他的卧底生涯，而在他臥底的期間，卻不慎違反規定，愛上了一名空姐李小晚。面對這樣兩難的狀況下，沈亢選擇誓死兼顧兩者，也因此導致任務及愛情都變得更加困難且驚險。李小晚也因為沈亢的特殊身分而受盡了委屈，卻仍死心踏地的追隨著沈亢。

## 制作人员[1]
- 出品人：丁芯、李骏
- 制作人：赵宝刚
- 制片人：彭晓林、张旗
- 执行制片人：张旗
- 总监制：王长田、许东
- 总策划：朱洪波
- 监制：李晓萍、易为平、邰薪羽、董玉来
- 导演：李骏、张旗
- 编剧：沈亢、雷婷
- 摄影指导：徐红兵
- 美术：聂子翔
- 剪辑：牟小杰
- 录音：马海
- 作曲：陈曦、青蛙

## 演员名单
| 演員   | 角色   | 简介 | 備註 |
| ------ | ------ | ---- | ---- |
| 孙红雷 | 沈 亢  |      |      |
| 傅 晶  | 李小晚 |      |      |
| 章 申  | 林家华 |      |      |
| 甘婷婷 | 叶惠美 |      |      |
| 周浩东 | 麦 田  |      |      |
| 白雪云 | 李 兵  |      |      |
| 海 清  | 苏文月 |      |      |
| 尹燕彬 | 李黄河 |      |      |
| 李少亭 | 张 宾  |      |      |
| 袁兴哲 | 王彩玲 |      |      |
| 王博谷 | 陶 桃  |      |      |
| 李 敏  | 何 晴  |      |      |
| 鲁 牛  | 雄 哥  |      |      |
| 周 竣  | 何 群  |      |      |
| 冯 谦  | 老 鬼  |      |      |
| 徐 安  | 宋寰宇 |      |      |
| 廖伟能 | 叶来福 |      |      |
| 仲伟嘉 | 阿 力  |      |      |
| 黄 雷  | 田助手 |      |      |
| 傅承顺 | 柴 叔  |      |      |

## 電視劇歌曲
| 曲序 | 曲目                   |        | 作曲   | 演唱者   |
| ---- | ---------------------- | ------ | ------ | -------- |
| 1.   | 《放手去爱》（片尾曲） | 陈国华 | 陈国华 | 迪克牛仔 |

## 幕后花絮
- 角色名字

男主角用的是编剧沈亢的名字，另一位人物叶惠美与周杰伦妈妈同名。编剧雷婷表示，“当时就是想找一个广东姓，就随便起了叶，叫什么呢？脑子里出现了叶惠美这个名字.....还真不是硬往里套，后来才想起周杰伦的专辑名字叫《叶惠美》”。